# جوليانو فرانو
جوليانو فرانو هو لاعب كرة قدم كندي في مركز الوسط، ولد في 16 مايو 1993 في ميسيساغا في كندا. شارك مع منتخب كندا تحت 23 سنة لكرة القدم. أما مع النوادي، فقد لعب مع تاكوما ديفنس ونادي فورجي.

## وصلات خارجية
- جوليانو فرانو على موقع قاعدة بيانات كرة القدم.إي يو (الإنجليزية)
- جوليانو فرانو على موقع Soccerway.com (الإنجليزية)